# Lista över personer kallade den store
Detta är en lista över personer som har fått beteckningen "den store" eller "den stora". Det är ett tillnamn som brukar tilldelas vissa härskare. På latin motsvaras det av Magnus.

## A
- Abbas den store
- Akbar den store
- Alexander den store
- Alfons III den store
- Alfred den store
- Antiochos III den store

## B
- Basileios den store

## C
- Cosimo den store

## D
- David III den store

## F
- Fredrik den store

## G
- Gerhard den store
- Gero den store
- Gustav Adolf den store
- Gregorius den store

## H
- Hanno den store
- Herodes den store
- Hugo den store, död 956, franskisk hertig, huset Capets anfader, se Hugo den vite
- Hugo den store, son till kung Henrik I av Frankrike, se Hugo, greve av Vermandois

## I
- Isak den store
- Ivan den store

## K
- Karl den store
- Kasimir den store
- Katarina den stora
- Knut den store
- Konrad den store
- Konstantin den store

## L
- Leo den store
- Ludvig den store

## M
- Mikael den store

## O
- Otto den store

## P
- Peter den store, Ryssland
- Peter den store, Aragonien
- Pompejus den store, romersk fältherre och statsman
- Prokop den store

## R
- Ramses den store

## S
- Sargon den store
- Sejong den store
- Simeon den store
- Stefan den store

## T
- Theoderik den store
- Tigranes den store
- Turkmenbashi den store

## V
- Valdemar den store
- Vladimir den store
- Vytautas den store

## Y
- Yu den store